# Giovanni Scalzo
Giovanni Scalzo, född den 17 mars 1959 i Messina, Italien, är en italiensk fäktare som bland annat tog OS-brons i herrarnas lagtävling i sabel i samband med de olympiska fäktningstävlingarna 1988 i Seoul.